# Occupation russe de l'oblast de Kharkiv
- Territoire sous contrôle ukrainien
- Territoire occupé par la Russie puis récupéré par l'Ukraine
- Territoire occupé par la Russie

L'occupation russe de l'oblast de Kharkiv est une occupation militaire qui a commencé le 24 février 2022, lors de l'invasion russe de l'Ukraine, et s'est achevée le 3 octobre 2022 à la suite de la contre-offensive de Kharkiv. La capitale de l'oblast, Kharkiv, n'a pas été conquise par les forces russes. Cependant, d'autres villes, dont notamment Izioum, Koupiansk et Balaklia, ont été prises par les envahisseurs.
Le 8 juillet 2022, Vitaly Ganchev, le chef nommé par la Russie de la zone d'occupation, déclare que Kharkiv est une partie « inaliénable » du territoire russe et souhaite son annexion par la fédération de Russie.
Le 6 septembre 2022 commence une contre-offensive majeure, menée par l'Ukraine contre les forces russes. En quelques jours, la grande majorité des villes occupées de l'oblast sont libérées, comme Izioum et Koupiansk. L'occupation prend fin le 3 octobre 2022 lorsque les dernières forces russes fuient les localités de Nyjtche Solone, Pidlyman, Nyjnya Jouravka, Borova et Chyikivka, permettant aux autorités ukrainiennes de reprendre le contrôle du reste de l'oblast de Kharkiv qui était encore occupé par la Russie,.

## Occupations

### Izioum
La ville d'Izioum est conquise par les forces russes le 1er avril 2022, déclenchant l'occupation militaire de la ville.
Le 3 avril, le gouvernement ukrainien annonce que deux soldats russes ont perdu la vie et 28 autres ont été hospitalisés après une distribution de gâteaux empoisonnés par les civils ukrainiens aux soldats de la 3e division de fusiliers motorisés à Izioum,.
Le 4 avril 2022, The Guardian rapporte, sur la base de rapports de témoins oculaires de résidents et de responsables militaires, que d'intenses combats se poursuivent près d'Izioum. Toujours selon The Guardian, les habitants de la ville ont survécu dans leurs sous-sols pendant trois semaines sans électricité, chauffage ni eau courante. Le rapport affirme également que les soldats russes avaient préparé des listes d'individus à « chasser » : les propriétaires d'armes à feu, les personnes fortunées et d'autres personnes jugées « dangereuses » comme les hommes d'affaires, les militants, les militaires et leurs familles. L'armée russe est également accusée d'avoir interdit le passage des convois humanitaires alors que la nourriture et les médicaments disponibles dans la ville s'épuisaient.
Le 10 avril, selon plusieurs responsables américains de la défense, les forces russes se massent à Izioum en vue d'une campagne offensive dans la région et Dnipro. Les forces russes auraient redéployé des forces de l'axe de Kiev et de l'axe de Soumy vers Izioum à partir du 5 avril.
Le 18 avril, l'Ukraine revendique la reprise d'un « certain nombre de localités » dans ou à proximité de la région d'Izioum. Les forces russes dans la ville commencent alors des déportations massives d'habitants de la ville vers le territoire de la fédération de Russie.
Le 21 avril, la Russie nomme Vitaly Ganchev à la tête de l'administration militaro-civile de Kharkiv. Le 6 juillet, Ganchev affirme que la Russie a l'intention de créer quatre districts d'occupation à Kharkiv.
Le 10 septembre 2022, l'Ukraine reprend Izioum pendant l'offensive de Kharkiv, mettant fin à l'administration militaro-civile et à l'occupation russe de la ville.

### Velykyï Bourlouk
La localité de Velykyï Bourlouk est prise par les forces russes en mars 2022, débutant une occupation militaire qui deviendra une administration militaro-civile. Le 8 avril 2022, les forces russes acheminent un convoi de plusieurs kilomètres, comprenant des voitures et des camions blindés à travers la commune,. Le 11 juillet 2022, le chef de l'administration nommé par la Russie, Ievgeny Younakov, est éliminé dans un attentat à la voiture piégée.
D'après le représentant de l'occupation Vitaly Ganchev, la commune est bombardée le 9 septembre et il est conseillé aux citoyens d'évacuer .
Le 11 septembre, les forces ukrainiennes reprennent Velykyï Bourlouk et mettent fin à l'occupation russe.

### Balaklia
La ville est initialement prise par les forces russes et prorusses le 3 mars 2022 au début de l'invasion.
Le 6 septembre 2022, les Forces armées ukrainiennes mènent une vaste contre-offensive en direction de Balaklia, libérant les localités et les banlieues voisines, notamment Verbivka, Nova Husarivka et Bayrak.
Le 8 septembre, le drapeau ukrainien est hissé au sommet du bâtiment de l'administration du district de la ville après une brève bataille. Dans la soirée, les forces ukrainiennes ont pénétré sur plus de 50 km dans le territoire anciennement occupé et se trouvent déjà à la périphérie du nœud routier et ferroviaire de Koupiansk, coupant potentiellement une ligne d'approvisionnement et de communication russe au sud d'Izioum.
Le 10 septembre, l'Ukraine annonce avoir totalement repris le contrôle de Koupiansk, mettant fin à l'occupation militaire de la ville.
Après avoir repris la ville, les responsables ukrainiens ont affirmé avoir découvert des chambres de torture où étaient détenus des prisonniers ukrainiens. Serhiy Bolvinov, chef du département d'enquête de la police nationale de la région de Kharkiv, déclare que 40 personnes y ont séjourné. Selon le président ukrainien Volodymyr Zelensky, plus de 10 chambres de torture de ce type ont été découvertes dans la région de Kharkiv.

## Contre-offensive de Kharkiv

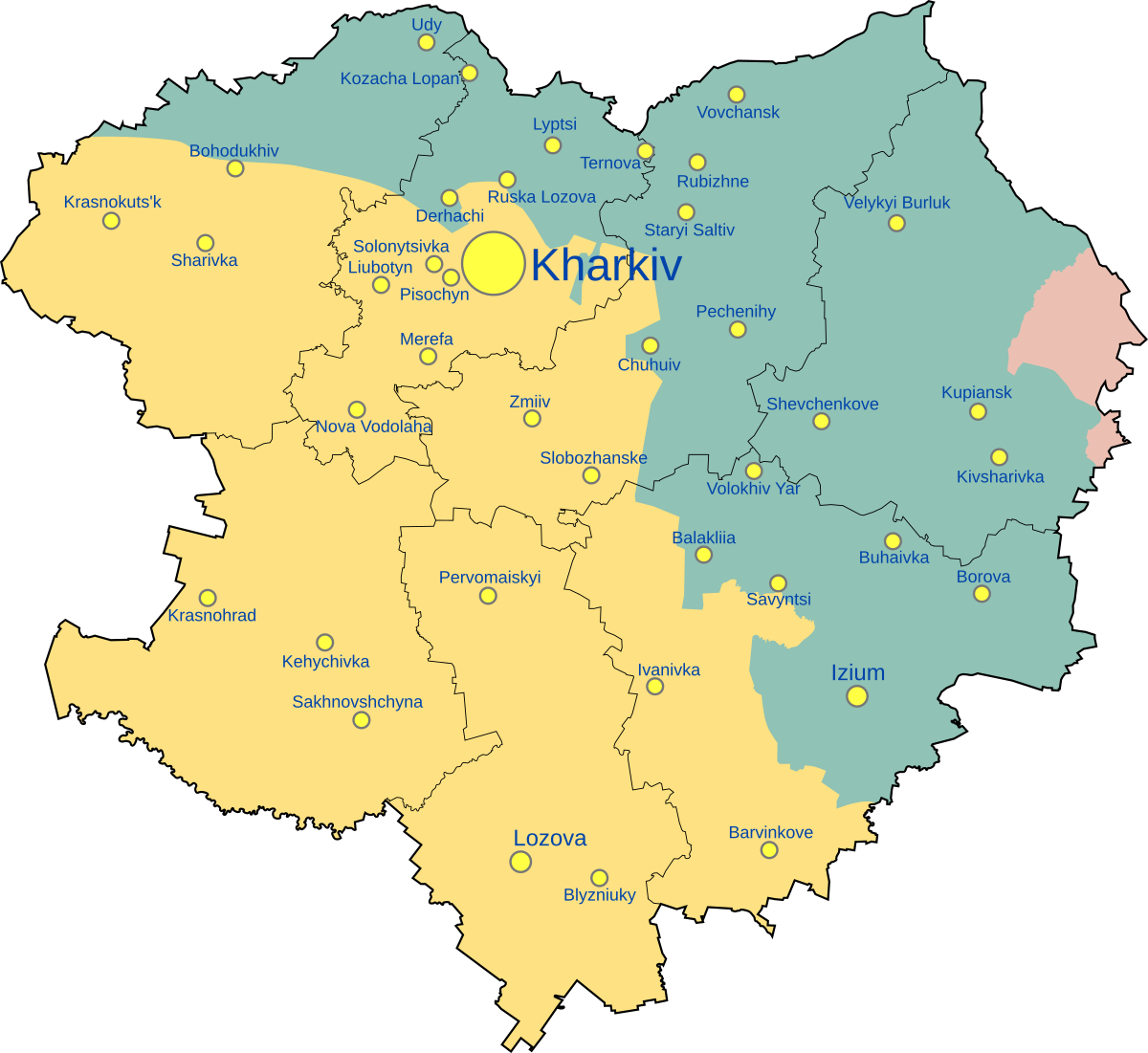
Situation de l'oblast de Kharkiv en septembre 2022. Jaune : territoires sous contrôle ukrainien ; rouge : territoires sous contrôle russe ; bleu : territoire anciennement sous contrôle russe.

## Symboles
Les forces d'occupation utilisent les symboles russes, mais également leurs propres symboles. Le 8 juillet, l'administration a dévoilé un drapeau propre à cette dernière: un drapeau tricolore cramoisi-bleu-rouge, similaire au drapeau russe et aux drapeaux des autres entités séparatistes prorusses ukrainiennes, sur lequel figure l'aigle bicéphale russe et le blason de la ville de Kharkiv. Selon elle, le tricolore comme l'aigle sont des symboles de l'appartenance de l'oblast de Kharkiv à la Russie,.

Drapeau de l'administration prorusse
Drapeau de la République populaire de Kharkov (2014)
Blason de l'administration pro-russe
Blason de Kharkiv, également utilisé en Ukraine